# Arroyo Mataperros Grande
El arroyo Mataperros Grande es un curso de agua uruguayo que atraviesa el departamento de  Salto perteneciente a la cuenca hidrográfica del Río de la Plata.
Nace en la Cuchilla de Belén y desemboca en el río Arapey.